# Братец Яков

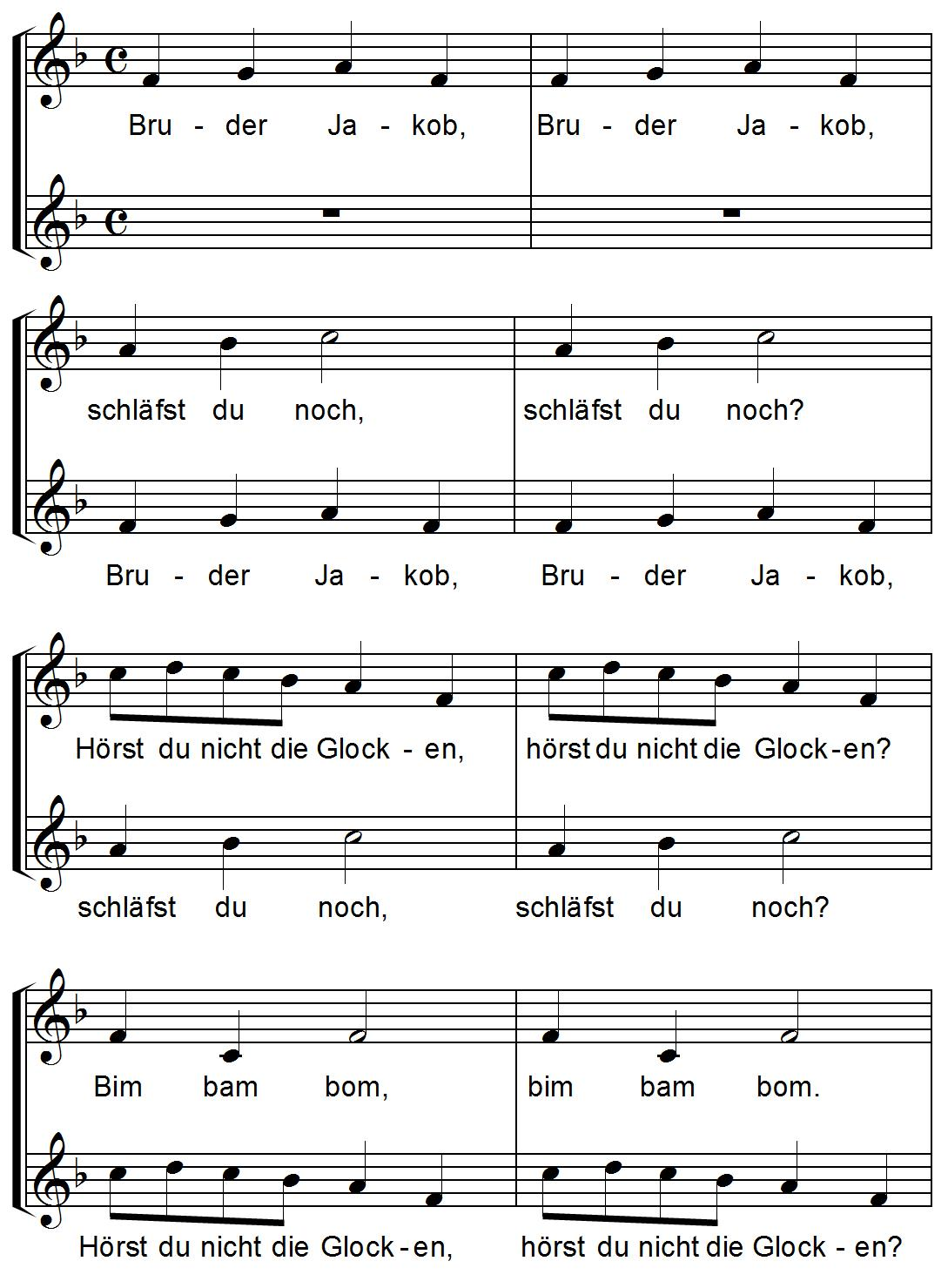
Братец Якоб (немецкая версия, в виде канона)

«Братец Яков» (фр. Frère Jacques), также переводится как «Братец Якоб» или «Братец Жак» — французская народная песня XVIII века. Широко распространена в Германии под названием «Bruder Jakob», а также в землях, находившихся в зоне её культурного влияния — Австрии, Швейцарии, Чехии и других. В двухголосной фактуре песня обычно реализовывалась как канон в унисон.

## Краткая характеристика

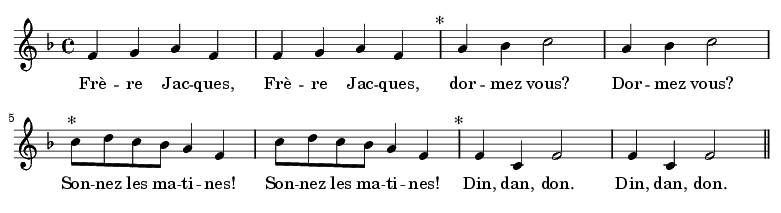
Братец Жак (французская версия)

Авторы музыки и текста неизвестны. В качестве автора музыки и текста французский музыковед Сильвия Буиссу (Bouissou) в 2014 году выдвинула Ж. Ф. Рамо (эта точка зрения не является общепринятой). По мнению Ж. Саваля, мелодия песни «Братец Жак» — образец музыкальной точности и красоты.
Мелодию песни в минорном варианте и под названием «Братец Мартин» (нем. Bruder Martin) использовал Густав Малер (в III части 1-й симфонии). В песне Битлз «Paperback Writer» популярная мелодия звучит на фоне основной темы (бэк-вокал).

## Текст и переводы

### Французский
Frère Jacques, Frère Jacques,
Dormez-vous? Dormez-vous?
Sonnez les matines! Sonnez les matines!
Ding, dang, dong. Ding, dang, dong.

### Немецкий
Bruder Jakob, Bruder Jakob,
schläfst du noch, schläfst du noch?
Hörst du nicht die Glocken, hörst du nicht die Glocken?
Bim bam bom, bim bam bom.

### Английский
Are you sleeping? Are you sleeping?
Brother John, Brother John,
Morning bells are ringing! Morning bells are ringing!
Ding, dang, dong. Ding, dang, dong.

### Русский подстрочник
Брат Якоб, брат Якоб,
Ты ещё спишь?
Слышишь колокольный звон?
Динь-дин-дон, динь-дин-дон.

### Русское эквиритмическое переложение
Братец Яков, братец Яков,
Ты всё спишь? Ты всё спишь?
(Спишь ли ты? Спишь ли ты?)
Слышишь утра звон ты? Слышишь утра звон ты?
(Колокол ударит! Колокол ударит!)
Динь-дин-дон, динь-дин-дон.

### Финский
Jaakko kulta, Jaakko kulta!
Herää jo! Herää jo!
Kellojasi soita! Kellojasi soita!
Pium paum poum, pium paum poum!

### Испанский
| Fray Santiago, Fray Santiago, ¿duerme usted? ¿duerme usted? Suenan las campanas, suenan las campanas din, don, dan; din, don, dan. | Martinillo, Martinillo, ¿dónde estás? ¿donde estás? toca la campana, toca la campana din, don, dan; din, don, dan. | Martinillo, Martinillo, ¿duermes ya, duermes ya?, Suenan las campanas, suenan las campanas , din, don, dan; din, don, dan. | La lechuza, la lechuza dice shhh, dice shhh todos calladitos, todos calladitos a dormir, a dormir. |

### Баскский
Anai Xanti, anai Xanti. 
Lo zaude, lo zaude,
Kanpaia jotzen du, kanpaia jotzen du.
Din, dan, don. Din, dan, don.

### Итальянский
Fra' Martino campanaro.
Dormi tu? Dormi tu?
Suona le campane. Suona le campane. 
Din, don, dan. Din, don, dan.

### Португальский
| Frei Martinho, frei Martinho Já dormiu? Já dormiu? O sininho toca! O sininho toca! Din Din Don! Din Din Don! | Irmão Jorge, irmão Jorge, dormes tu, dormes tu? Já soam os sinos, Já soam os sinos, Ding dang dong, ding dang dong. | Ainda dorme, Ainda dorme Frei João?, Frei João? Vá tocar o sino!, Vá tocar o sino! Dlin Dlin Dlão! Dlin Dlin Dlão! | Por que dormes, irmãozinho? Vem brincar, vem brincar! Ouve o sininho, longe crepitando Din din don, din din don. |

### Польский
Panie Janie! Panie Janie!
Rano wstań! Rano wstań!
Wszystkie dzwony biją, wszystkie dzwony biją,
Bim, bam, bom, bim, bam, bom.

### Чешский
Bratře Kubo, Bratře Kubo,
Ještě spíš, ještě spíš?
Venku slunce září, ty jsi na polštáři,
vstávej již, vstávej již.

### Чувашский
Якку тусӑм, Якку тусӑм,
Ан ҫывӑр, ан ҫывӑр!
Чан ҫапмалли вӑхӑт, чан ҫапмалли вӑхӑт
Танн, тӑн, танн, танн, тӑн, танн

### Эсперанто
| Frat’ Jakobo, frat’ Jakobo, Ĉu en dorm’? Ĉu en dorm’? Iru sonorigu, iru sonorigu, Tin, tin, tin. Tin, tin, tin. | Ĉu vi dormas? Ĉu vi dormas? Frat’ Jakob’, frat’ Jakob’! Sonas sonoriloj, sonas sonoriloj, Tin, tin, tin. Tin, tin, tin. | Frato Jako, frato Jako, Levu vin, levu vin, Jen la sonorilo, jen la sonorilo Tin, tin, tin, tin, tin, tin. |

### Латынь
| Quare dormis, o Iacobe, Etiam nunc, etiam nunc? Resonant campanae, Resonant campanae, Din din dan, din din dan. | O Martine, o Martine: Surge iam! Surge iam! Pelle tu campanam! Pelle tu campanam! Din, don, dan. Din, don, dan. |